# Via Ariminensis
La romana via Ariminensis, collegamento tra la città di Arezzo e la colonia di Ariminum (Rimini), fu probabilmente costruita per scopi militari verso la fine del III secolo a.C. sul tracciato di un percorso ancora più antico che collegava l'Umbria e l'Etruria  con la Val Padana fin dalla prima Età del ferro (tra il IX e l'VIII secolo a.C.) e che raggiungeva in Val Marecchia l'importante centro villanoviano di Verucchio collegato con il suo porto sulla costa adriatica (la futura Ariminum). Da qui transitarono più volte i Galli nelle loro scorribande verso Roma.
Non conosciamo sotto quale console venne costruita, se Marco Livio Salinatore o altri e nemmeno il nome datole dai romani.
Ariminensis è solo una moderna ipotesi considerata plausibile, ma la storiografia moderna ha proposto anche iter Arretinum, Via Maior (via maggiore, cioè la principale, come è stata anche chiamata nel tratto marecchiese), via Livia e iter Tiberinus. In ogni caso essa contribuì al rapido spostamento delle legioni verso la pianura Padana e allo sviluppo degli scambi commerciali tra l'Etruria e il nord della penisola.

## Tracciato
L'antica strada inizia in prossimità di Porta San Biagio ad Aretium (Arezzo), nella Valdarno superiore. Dalla Valdarno alla Valtiberina il primo centro che si incontra, dopo aver valicato il passo della Scheggia, è Castrum Angularium (Anghiari). La strada risaliva la valle del Tevere passando all'altezza dell'attuale diga di Montedoglio (nei pressi di Sigliano) e quindi saliva verso est forse in direzione del Passo di Viamaggio (983 mt.) o poco più a nord verso il Passo di Frassineto (la questione è dibattuta dagli studiosi).
Entrati nella Valmarecchia, il tracciato si sviluppava di massima lungo il corso del fiume dove, lambendo Caprile, Fresciano (frazioni di Badia Tedalda) e Rofelle (come testimoniano i ritrovamenti di reperti etruschi e romani ancora in via di scavo), raggiungeva Ranco. Da qui, dirigendosi verso i due centri romani di Ponte Messa e Secchiano, raggiungeva Verucchio e concludeva il suo percorso a Rimini presso la Porta Montanara. Il suo prolungamento, corrispondente all'attuale Via Garibaldi, rappresentava il cardine massimo della città.